# 交響曲第1番 (シューベルト)
交響曲第1番（こうきょうきょくだいいちばん）ニ長調 D82は、フランツ・シューベルトが作曲した初期の交響曲。現存する交響曲の中では最初に完成させたものであるが、彼はこれより前の1812年頃にニ長調の交響曲（D2B）を構想し、スケッチを試みているが未完に終わっている。演奏時間は約30分。

## 概要

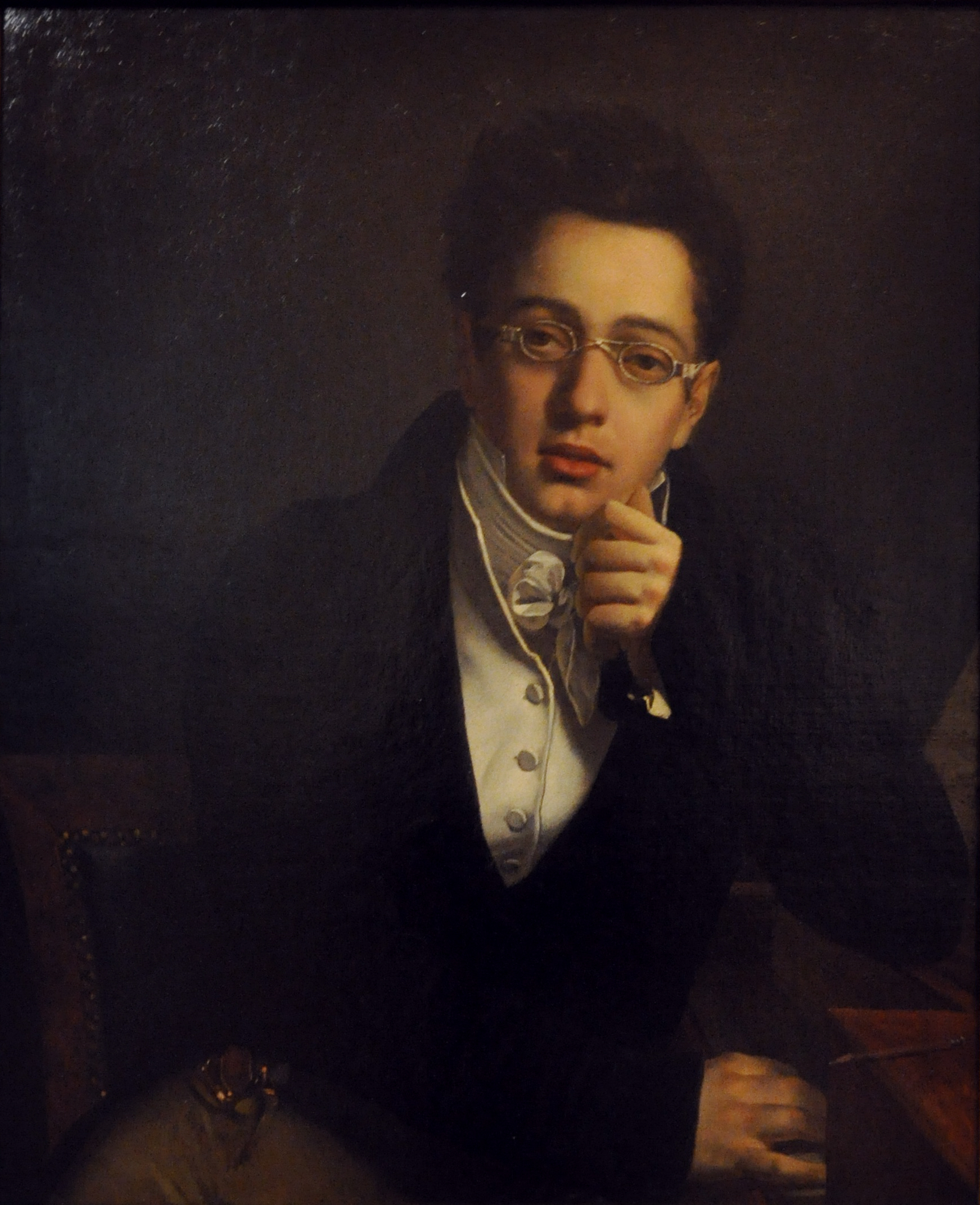
当楽曲を書き上げ初演した翌年、1814年頃のシューベルト（ヨーゼフ・アーベルによる肖像画）

当時16歳のシューベルトが帝室王室寄宿神学校（コンヴィクト）在学中の頃である1813年の10月28日の秋に完成させた交響曲であるが、いつ着手したかについては資料が残されていないため不明である。作曲の動機や初演についても不明であるが、パート譜にコンヴィクトの校長だったフランツ・ラングへの献呈の辞があることから、校長に献呈するために作曲されたものと考えられている（ただし確証はない）。また、本作の総譜の草稿には苦心が見られない点や、それに関係するスケッチ類が残されていないことから、速筆で書き上げられたと思われる。
初演は1813年秋にコンヴィクトの演奏会で行われたと考えられるが、その時の資料が現存しないため不明である。一般公開での初演は、シューベルトの死後52年を経過してからであった。シューベルト研究家のジョージ・グローヴが第1番から第5番までの交響曲の上演を試みた際、まず第1楽章のみ1880年1月30日にロンドンの「水晶宮コンサート」にてグローヴの友人オーガスト・マンスの指揮で演奏が行なわれた。そして翌1881年2月5日、同地で同じくマンスの指揮により初めて全曲が演奏された。
自筆譜は現在ウィーン楽友協会に保存されている。ハイドンやモーツァルト、そしてベートーヴェンを手本にするなど、古典派音楽の作曲様式にのっとって作曲されていて、特にメヌエットや終楽章に影響が見られる。
総譜の草稿は元々兄のフェルディナントが保管していたが、フェルディナントの没後に弁護士のエドゥアルト・シュナイダーの手に渡り、さらに1880年代初頭にシューベルトの作品の収集家ニコラウス・ドゥンバが所有していた。なおドゥンバの死後、遺言によってウィーン楽友協会へ寄贈された。

## 楽器編成
フルート1、オーボエ2、クラリネット2、ファゴット2、ホルン2、トランペット2、ティンパニ、弦5部

## 楽曲構成
全4楽章より成る。
第1楽章 Adagio - Allegro vivace
ニ長調、2分の2拍子。アダージョの序奏から始まるが、これは分散和音の音形を主としている。またソステヌートの部分では、半音階的進行が見られる。音階進行主体の第1主題、分散和音主体の第2主題が提示される。再現部では序奏が音価を2倍に引き伸ばした形で再現され、そのまま第1主題へと続く。この書法は、後に交響曲第8番の同じく第1楽章でも取り入れられている。
第2楽章 Andante
ト長調、8分の6拍子。ハイドンを手本にとっており、 A-B-A-B-Aの形式である。しかし転調や楽器法はシューベルト的である。この楽章のみトランペットとティンパニは使われない。ヴァイオリンによる穏やかな主題で始められ、この主題はのちにフルートを主体にして繰り返される。
第3楽章 Menuetto. Allegro
ニ長調、4分の3拍子。ハイドンやモーツァルト風であるが、ベートーヴェンのスケルツォ的な性格に近い。自筆稿には初めAllegro vivaceと書かれ、この上に上記の指定が上書きされている。レントラー風のトリオ（ニ長調）はシューベルト独自の作風である。
第4楽章 Allegro vivace
ニ長調、4分の4拍子。ソナタ形式。ロッシーニに典型を見るイタリア様式とウィーン風な旋律がこの楽章を作り上げていく。第1ヴァイオリンによる第1主題とヴァイオリンとファゴットによる第2主題は動機的には密接な関係であり、小結尾ではこの関係が利用されている。